# G級駆逐艦 (初代)
G級駆逐艦（英語: G-class destroyer）は、イギリス海軍の駆逐艦の艦級。当初は「ビーグル」をネームシップとしてビーグル級（英: Beagle-class）と称されていたが、1913年に再種別された。

## 来歴
元来、フランス海軍を仮想敵、欧州大陸沿岸部を想定戦場として、水雷艇の撃攘および敵主力艦への雷撃を主任務とした新艦種として創設されたイギリス海軍の水雷艇駆逐艦（TBD）であったが、ドイツ帝国の台頭および英仏関係の改善を受けて、リバー級（後のE級）以降では想定戦場を北海に移し、航洋性向上のため艦型を拡大するなど、大幅に設計を改訂した。続くトライバル級（後のF級）では、第一海軍卿ジョン・アーバスノット・フィッシャー大将が構想したドレッドノート級戦艦と高速駆逐艦による艦隊編成に対応するため、蒸気タービン機関と重油専焼水管ボイラーの採用など、多くの新機軸が導入された。しかしこの野心的な設計のため、建造費は1隻あたり14万ポンドと高騰していた。
1908年4月に成立したアスキス内閣では、社会保障の財源確保のため、以前立てられた海軍増強計画の縮小が求められていた。また当時、重油を燃料とする艦艇が急激に増勢していたことから、有事の重油消費量が貯蔵能力を超過する恐れが指摘されるようになっていた。このことから、1908年度以降の駆逐艦では、艦型を若干縮小して建造コストを低減するとともに、ボイラーを石炭専焼式に差し戻すこととなった。これによって建造されたのが本級である。

## 設計
艦型はE級以来の船首楼型が踏襲されており、艦橋の低さなども含めて、F級の後継というよりはE級の拡大型に近いシルエットとなっている。なお、従来、主錨は甲板上に横置きし、ダビットで海面に投下していたが、本級より外販付ベルマウスに収められたことで投揚錨作業が容易になった。この方式は以後の艦艇でも踏襲された。
当初計画では、F級と同様に重油専焼水管ボイラーを搭載する予定であったが、1907年11月、ドイツ帝国海軍の石炭専焼艦である大型水雷艇G137が海上公試で33ノットを発揮し、燃費も良好との情報がもたらされたことから、上記の経緯もあり、石炭専焼式に変更されることとなった。これにより、本級は、イギリスが建造した最後の石炭専焼式駆逐艦となった。なお、TBDの創設以来、ボイラーは様々な形式が併用されてきたが、各艦の運用実績を踏まえて、本級以降の駆逐艦では、ヤーロウ式とホワイト・フォスター式に統一されることとなった。主機はF級と同じくパーソンズ式の直結蒸気タービンである。
これらの設計変更により、建造費は、F級と比して約20パーセント節減された。

## 装備
F級では艦砲の装備も強化されており、1906-7年度以降、TBDとして初めて40口径10.2cm砲（BL 4インチ砲Mk.VIII）を採用していた。本級では、当初は船首楼甲板に並列に40口径7.6cm砲（QF 12ポンド砲）2門を設置予定であったが、最終的には、船首楼甲板上のプラットフォームに4インチ砲を1門搭載するよう変更された。また後部には、12ポンド砲3門を備えている。
一方、水雷兵器としては、TBDが従来踏襲してきたホワイトヘッド魚雷のための18インチ魚雷発射管から脱却し、熱走魚雷のための21インチ魚雷発射管を採用して、雷装を強化した。

## 同型艦一覧
| 計画       | 艦名                                             | 造船所                      | 進水           | 解体/売却                 |
| ---------- | ------------------------------------------------ | --------------------------- | -------------- | ------------------------- |
| 1908-9年度 | ビーグル HMS Beagle                              | ジョン・ブラウン            | 1909年10月16日 | 1921年11月                |
| 1908-9年度 | ブルドッグ HMS Bulldog                           | ジョン・ブラウン            | 1909年11月13日 | 1920年9月                 |
| 1908-9年度 | フォックスハウンド HMS Foxhound                  | ジョン・ブラウン            | 1909年12月11日 | 1921年11月                |
| 1908-9年度 | ピンチャー HMS Pincher                           | デニー                      | 1910年3月15日  | 1918年7月24日 難破・沈没  |
| 1908-9年度 | グラスホッパー HMS Grasshopper                   | フェアフィールド            | 1909年11月23日 | 1921年11月                |
| 1908-9年度 | モスキート HMS Mosquito                          | フェアフィールド            | 1910年1月27日  | 1920年8月                 |
| 1908-9年度 | スコーピオン HMS Scorpion                        | フェアフィールド            | 1910年2月19日  | 1921年10月                |
| 1908-9年度 | スカージ HMS Scourge                             | ホーソン・レスリー          | 1910年2月11日  | 1921年5月                 |
| 1908-9年度 | ラクーン HMS Racoon                              | キャメル・レアード          | 1910年2月15日  | 1918年1月9日 難破・沈没   |
| 1908-9年度 | レナード HMS Renard                              | キャメル・レアード          | 1909年11月30日 | 1920年8月                 |
| 1908-9年度 | ウルヴァリン HMS Wolverine                       | キャメル・レアード          | 1910年1月15日  | 1917年12月12日 衝突・沈没 |
| 1908-9年度 | ラタルスネーク HMS Rattlesnake                   | ハーランド・ アンド・ウルフ | 1910年3月14日  | 1921年5月                 |
| 1908-9年度 | ノーチラス HMS Nautilus → グランパス HMS Grampus | テムズ鉄工造船所            | 1910年3月30日  | 1920年9月                 |
| 1908-9年度 | サヴェージ HMS Savage                            | ソーニクロフト              | 1910年3月10日  | 1921年5月                 |
| 1908-9年度 | バシリスク HMS Basilisk                          | ホワイト                    | 1910年2月9日   | 1921年11月                |
| 1908-9年度 | ハーピー HMS Harpy                               | ホワイト                    | 1909年11月27日 | 1921年11月                |